# Miki Ishikawa
Miki Ishikawa (Denver, Colorado, 29 de julho de 1991) é uma atriz e cantora norte-americana de origem japonesa. Ela é uma dos cantores do grupo T-Squad.
Ishikawa vem atuando desde os 6 anos de idade. Em 2005, conseguiu um papel numa série de televisão da Nickelodeon, Zoey 101, como Vicky. No mesmo ano, ela entrou no seu primeiro filme como um dos membros da família na comédia romântica Yours, Mine and Ours, estrelado por Dennis Quaid e Rene Russo. Ela também participou na curta-metragem 3 The Hard Way, filmado em agosto de 2005, e em um clipe da Disney chamado Movie Surfers for Disney entre 2000 e 2003.